# Кнутссон, Гунилла
Гуни́лла Кну́тссон (швед. Gunilla Knutsson; 14 ноября 1940, Истад — 3 февраля 2025, там же) — шведская фотомодель и автор книг о здоровом образе жизни. Победительница конкурса «Мисс Швеция» в 1961 году.

## Биография
В 1961 году Гунилла Кнутссон стала победительницей национального конкурса красоты «Мисс Швеция». Она представляла Швецию на международном конкурсе «Мисс Вселенная», который в 1961 году проходил в Майами-Бич. По итогам конкурса, в котором участвовало 48 представительниц стран мира, она прошла в полуфинал и оказалась в числе топ-15.
После переезда в Нью-Йорк блондинка благодаря природной элегантности и поразительной скандинавской внешности стала популярной фигурой в индустрии моды. В 1966 году она снялась в рекламе крема для бритья «Noxzema» и этот ролик закрепил за ней статус иконы поп-стиля. 
В декабре 1970 года её фотография появилась на обложке журнала «Life» с заголовком «Модель Гунилла Кнутссон владеет магазином здорового питания». 
Гунилла Кнутссон — автор двух книг о здоровом образе жизни «Красота и здоровье по-скандинавски» и «Книга Гуниллы о массаже».
Скончалась 3 февраля 2025 года в Истаде в возрасте 84 лет.